# Лидовик Фабрегас
Лидовик Фабрегас (фр. Ludovic Fabregas; Перпињан, 1. јул 1996) француски је рукометаш и репрезентативац који тренутно игра у АСОБАЛ лиги за Барселону на позицији пивота.
Пре него што је прешао у Барселону на лето 2018, играо је у Француској за Монпеље у периоду од 2015. до 2018. године.
За Француску репрезентацију је дебитовао 2015. године са којом је освојио злато на Светском првенству  2017. године у Француској, сребро на Олимпијским играма 2016. у Рио де Жанеиру и бронзу на Светском првенству 2019. у Данској и Њемачкој и Европском првенству 2018. у  Хрватској.

## Клупски профеји
Монпеље
- ЕХФ Лига шампиона (1) : 2018.
- Куп Француске (1) : 2016.
- Лига куп Француске (1) : 2016.

Барселона
- ЕХФ Лига шампиона (2) : 2021, 2022. (финале 2020).
- АСОБАЛ лига (4) : 2019, 2020, 2021, 2022.
- Куп Шпаније (4) : 2019, 2020, 2021, 2022.
- Куп АСОБАЛ (4) : 2019, 2020, 2021, 2022.
- Суперкуп Шпаније (4) : 2018, 2019, 2020, 2021.
- Светско клупско првенство (2) : 2018, 2019.